# 짧은부리검은유황앵무

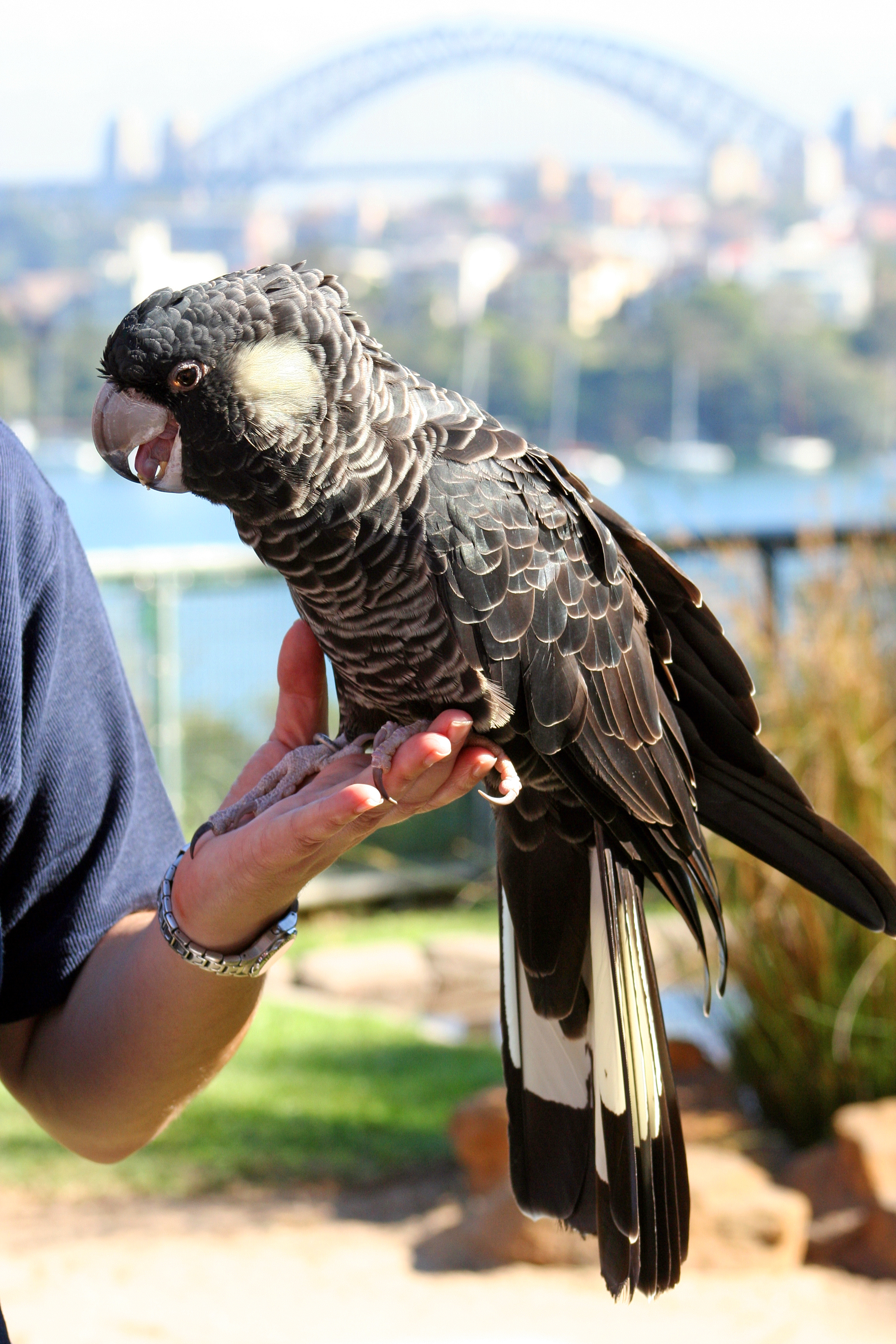

짧은부리검은유황앵무(Carnaby's black cockatoo, Zanda latirostris, short-billed black cockatoo)는 오스트레일리아 남서부에 서식하는 큰 검은 앵무새이다. 1948년 박물학자 이반 카나비가 기재했다. 길이는 53~58cm(21~23인치)이며 머리 꼭대기에 짧은 도가머리가 있다. 깃털은 대부분 회색빛이 도는 검정색이며 눈에 띄는 흰색 볼 부분과 흰색 꼬리 띠가 있다. 몸깃의 가장자리는 흰색으로 부채꼴 모양을 이룬다. 다 자란 수컷은 짙은 회색 부리와 분홍색 눈고리를 가지고 있다. 다 자란 암컷은 뼈 색깔의 부리, 회색 눈고리, 수컷보다 색이 옅은 귀를 가지고 있다.
이 앵무새는 보통 1~2개의 알을 낳는다. 암컷이 알을 품는 데는 일반적으로 28~29일이 걸리며, 새끼는 부화 후 10~11주가 걸린다. 새끼는 다음 번식기까지 가족과 함께 머물며 때로는 더 오래 머물기도 한다. 가족은 어린 벼룩이 태어난 후 다음 해까지 둥지를 떠난다. 이 새는 번식하지 않을 때 무리를 형성하며, 일반적으로 더 건조한 서식지에 있는 새들은 더 습한 서식지에 있는 새들보다 더 많이 이동한다. 일반적으로 나무 위로 높이 깊고 느린 날개짓으로 날아간다. 프로테아과 식물의 씨앗과 그보다 적은 양이지만 도금양과가 식단의 큰 부분을 차지한다.
이 새는 일반적으로 유칼립투스와 같은 상당히 큰 직경의 나무 높은 곳에 위치한 빈 공간에 둥지를 틀고 있다. 토지 개간 및 개발로 인해 서식지 대부분이 손실되고 추가적인 서식지 파괴로 인해 위협을 받고 있는 이 앵무새는 연방 및 웨스턴오스트레일리아주 정부에 의해 멸종 위기 종으로 지정되었다. 국제 자연 보전 연맹(IUCN)에서도 멸종위기종으로 분류됐다. 대부분의 앵무새와 마찬가지로 이 앵무새도 야생 포획 종의 거래, 수출 및 수입을 불법으로 규정하는 국제 협약인 CITES에 의해 보호된다.